# Erstes Laterankonzil
Das Erste Laterankonzil (lat. Concilium Lateranense I; auch Erste Lateransynode oder Fastensynode von 1123 genannt) fand im Frühjahr 1123 unter Vorsitz von Papst Calixt II. im Lateran in Rom statt. Wie die anderen Laterankonzilien wurde es seit dem 16. Jahrhundert von der römisch-katholischen Kirche als ökumenisches Konzil gezählt, während die Forschung des 20. Jahrhunderts seine Ökumenizität bezweifelt oder verneint.

## Einberufung, Teilnehmer und Themen
Calixt hatte das Konzil am 25. Juni 1122 wegen „verschiedener wichtiger Kirchenangelegenheiten“ einberufen. Die Zahl der Teilnehmer lag wahrscheinlich bei etwa 200 Bischöfen und Äbten; mittelalterliche Quellen sprechen teilweise von bis zu 1000 Teilnehmern.
Das Konzil bestätigte das im September 1122 geschlossene Wormser Konkordat zwischen Papst und Kaiser und bekräftigte den Anspruch der Kirche auf Unabhängigkeit von weltlicher Einflussnahme. Innerkirchlich wollte das Konzil der Käuflichkeit der Weihen entgegenwirken und die Sitten der Kleriker bessern.

## Beschlüsse
Zahl und Wortlaut der Beschlüsse des Konzils variieren in den Handschriften stark; fester Kern der Überlieferung sind aber die ersten neun der folgenden Kanones:
- Canon 1 verbietet die Spendung von Weihen und Vergabe kirchlicher Ämter gegen Geld.
- Canon 2 verbietet, dass vom Ortsbischof exkommunizierte Personen von anderen Bischöfen, Äbten oder Klerikern die kirchliche Gemeinschaft gewährt bekommen.
- Canon 3 legt fest, dass nur kanonisch gewählte Personen zu Bischöfen geweiht werden dürfen.
- Canon 4 bestimmt, dass Seelsorgestellen und Pfründen nur durch Bischöfe vergeben werden dürfen.
- Canon 5 erklärt die Weihen, die von Gegenpapst Gregor VIII. oder den von ihm geweihten Bischöfen gespendet wurden, für nichtig.
- Canon 6 bestimmt, dass nur Priester zu Pröbsten, Erzpriestern und Dekanen bestellt werden dürfen, und nur Diakone zu Archidiakonen.
- Canon 7 verbietet Priestern, Diakonen und Subdiakonen, mit Frauen zusammenzuleben, außer es handelt sich dabei um enge Verwandte, die keinen Anlass zum Verdacht unerlaubter Lebensweise geben.
- Canon 8 verbietet die Verfügung über Kirchengut durch Laien als Sakrileg.
- Canon 9 verbietet Verbindungen von Blutsverwandten. Zuwiderhandelnde werden ebenso wie die Kinder aus solchen Verbindungen für ruchlos erklärt.
- Canon 10 sichert Kreuzfahrern Sündenvergebung zu und stellt ihre zurückgelassenen Häuser und Familien unter besonderen päpstlichen Schutz. Uneingelöste Gelübde zu einer Fahrt nach Jerusalem oder nach Spanien müssen bis Ostern des kommenden Jahres erfüllt werden.
- Canon 11 verurteilt gewisse lokale Gebräuche im Erbrecht.
- Canon 12 verurteilt Kirchenraub in bestimmten Kirchen und den Ausbau von Kirchen zu Verteidigungsanlagen durch Laien.
- Canon 13 belegt Falschmünzerei mit dem Kirchenbann.
- Canon 14 belegt gleichfalls die Beraubung von Rompilgern und die Erhebung neuer Wegezölle mit dem Bann.
- Canon 15 bestätigt die Verordnungen der vorangegangenen Päpste zum Gottesfrieden.
- Canon 16 unterstellt die Mönche ihren Ortsbischöfen und verbietet ihnen die Sakramentenspendung ohne bischöfliche Beauftragung.
- Canon 17 belegt jeden militärischen Übergriff auf die päpstliche Stadt Benevent mit dem Anathem.

In manchen Handschriften (aber nicht denen der ältesten Fassung) sind noch folgende Kanones überliefert:
- Canon 18 bestimmt, dass Pfarrstellen nur von Bischöfen vergeben werden dürfen und dass Pfarrer die dazugehörigen Zehnten und Kirchen nur mit bischöflicher Genehmigung von Laien annehmen dürfen.
- Canon 19 bestätigt Dienstbarkeiten, die Klöster und Kirchen seit Gregor VII. geleistet haben, und versagt Äbten und Mönchen die Ersitzung von Kirchen und Bischofssitzen nach dreißig Jahren.
- Canon 20 stellt Kleriker und Kirchengut unter besonderen Schutz.
- Canon 21 verbietet Klerikern sowohl Eheschließung als auch Konkubinat. Bereits geschlossene Ehen werden aufgelöst.
- Canon 22 verurteilt Besitzaneignungen durch schismatische Bischöfe des Exarchats Ravenna.